# Créneau (rivière)
Pour les articles homonymes, voir Créneau (homonymie).
Le Créneau est une  rivière du sud-ouest de la France, affluent du Dourdou de Conques sous-affluent de la Garonne par le Lot.

## Géographie
De 18,3 km de longueur, le Créneau prend sa source dans le Massif central près de Rodez sur la commune de Salles-la-Source. Il se jette dans le Dourdou à Nauviale.

## Départements et villes traversées
- Aveyron : Salles-la-Source, Marcillac-Vallon, Nauviale

## Principaux affluents
- l'Ady : 14,2 km
- le Cruou : 7,4 km